# Dominio de nivel superior patrocinado
Un dominio de nivel superior patrocinado (en inglés: sponsored TLD, sTLD) o dominio de Internet patrocinado es un dominio de Internet genérico propuesto por una agencia o fundación independiente, la cual establece y aplica las reglas para optar a dicho dominio. Por ejemplo, el dominio .aero ha sido patrocinado por la Société Internationale de Télécommunications Aéronautiques, la cual limita el registro bajo este dominio a miembros de la industria del transporte aéreo.
Algunos dominios actualmente patrocinados fueron inicialmente dominios no patrocinados. Este es el caso de los dominios .edu, .gov, .int y .mil, pero estos dominios ya no son gestionados por la ICANN y funcionan por un convenio con esta organización al igual que los dominios patrocinados.
Los dominios de Internet patrocinados hasta octubre de 2013 son:
| .aero   | Miembros de la industria del transporte aéreo | Société Internationale de Télécommunications Aéronautiques (SITA) |
| .asia   | Región de Asia, Australia y el Pacífico       | DotAsia Organisation Ltd.                                         |
| .cat    | Cultura y lengua catalana                     | Fundación puntCat                                                 |
| .coop   | Sociedades cooperativas                       | Dot Cooperation LLC                                               |
| .edu    | Fines educativos                              | EDUCAUSE                                                          |
| .eus    | Cultura y lengua vasca                        | PuntuEus                                                          |
| .gal    | Cultura y lengua gallega                      | Asociación Puntogal                                               |
| .gov    | Gobierno federal de los Estados Unidos        | (.gov Domain Registration)                                        |
| .int    | Organismos internacionales                    | Internet Assigned Numbers Authority (IANA)                        |
| .jobs   | Relacionado con el empleo                     | Employ Media LLC                                                  |
| .mil    | Departamento de Defensa de los Estados Unidos | DoD Network Information Center                                    |
| .mobi   | Relacionado con dispositivos móviles          | Afilias Technologies Limited dba dotMobi                          |
| .museum | Museos                                        | Museum Domain Management Association                              |
| .post   | Servicios postales                            | Unión Postal Universal (Universal Postal Union)                   |
| .tel    | Telecomunicaciones                            | Telnic Ltd.                                                       |
| .travel | Relacionado con el turismo                    | Tralliance Registry Management Company, LLC.                      |
| .xxx    | Contenido para adultos                        | ICM Registry                                                      |